# Coll de Banyuls
De Coll de Banyuls (soms ook Col du Berger Mort) is een 361 meter hoge bergpas over de hoofdkam van de Pyreneeën in het oosten van het Albères-massief (een deel van de oostelijke Pyreneeën). De pas bevindt zich op de staatsgrens van Frankrijk en Spanje. Hoewel de pas dichter bij de zee ligt, is de Coll de Banyuls hoger dan de Col du Perthus, die zo'n vijftien kilometer westelijker ligt. De pas ligt op de waterscheiding tussen de Orlina, een zijrivier van de Muga, in het zuidwesten en de Vinyès in het noordoosten. De Muga en de Vinyès monden beiden uit in de Middellandse Zee, respectievelijk bij Empuriabrava en Banyuls-sur-Mer. Ten zuidoosten van de Coll de Banyuls ligt de 757 meter hoge Puig d'en Jordà. De pas is afgesloten voor gemotoriseerde voertuigen. Hetzelfde geldt voor een aantal andere bergpassen die Frankrijk en Spanje verbinden. Dit is volgens de Franse overheid ingegeven door de strijd tegen drughandel, terrorisme en clandestiene migratie. Deze sluiting wordt bekritiseerd door inwoners van zowel Banyuls-sur-Mer als Espolla, die wijzen op de funeste sociale en economische gevolgen.